# 1855 en musique classique
| \| • Retour à la chronologie générale de la musique classique • \| |
| Grèce • Rome • Haut Moyen Âge • VIIIe siècle • IXe siècle • Xe siècle • XIe siècle XIIe siècle • XIIIe siècle • XIVe siècle • XVe siècle • XVIe siècle • XVIIe siècle XVIIIe siècle • XIXe siècle • XXe siècle • XXIe siècle |
| • Retour à la chronologie générale de la musique classique • |

| Années en musique classique : 1852 - 1853 - 1854 - 1855 - 1856 - 1857 - 1858    |
| Décennies en musique classique : 1820 - 1830 - 1840 - 1850 - 1860 - 1870 - 1880 |

## Événements
- 16 février :  le Concerto pour piano nº 1 de Franz Liszt, créé par le compositeur à Weimar, sous la direction d'Hector Berlioz.
- 30 avril : le Te Deum d'Hector Berlioz, créé à Paris.
- 16 mai : Roussalka, opéra de Alexandre Dargomyjski, créé à Saint-Pétersbourg.
- 13 juin : Les Vêpres siciliennes, opéra de Giuseppe Verdi, créé à l'Opéra de Paris.
- 29 novembre : la Messe solennelle en l'honneur de sainte Cécile, de Charles Gounod, créée à Saint-Eustache à Paris.

Date indéterminée
- Fondation de l'Orchestre philharmonique de Strasbourg.

## Prix
- Jean Conte remporte le 1er Grand Prix de Rome.

## Naissances

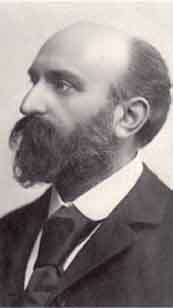
Ernest Chausson

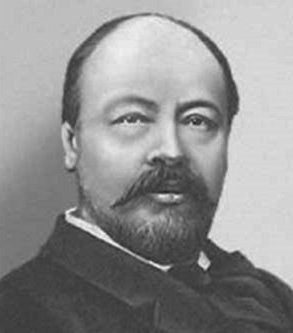
Anatoli Liadov

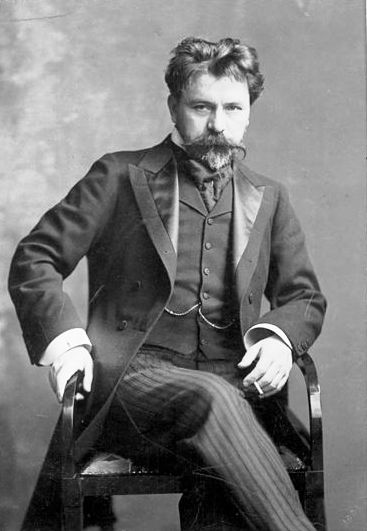
Arthur Nikisch

- 4 janvier : Arthur Cobalet, chanteur d'opéra baryton français († 18 mai 1901).
- 20 janvier : Ernest Chausson, compositeur français († 10 juin 1899).
- 25 janvier : Amédée Boutarel, musicographe et critique musical français († 29 septembre 1924).
- 14 février : Paul Milliet, librettiste et auteur dramatique français († 21 novembre 1924).
- 21 février : Vincenzo Valente, compositeur et parolier italien († 6 septembre 1921).
- 9 avril : Josef Hellmesberger II, compositeur, violoniste et chef d'orchestre autrichien († 26 avril 1907).
- 9 mai : Julius Röntgen, pianiste et compositeur germano-néerlandais († 13 septembre 1932).
- 11 mai : Anatoli Liadov, compositeur russe († 28 août 1914).
- 12 mai : Marguerite Vaillant-Couturier, soprano française († 1er mai 1930).
- 5 juin : Hanuš Wihan, violoncelliste tchèque († 1er mai 1920).
- 17 juin : Fritz Steinbach, chef d'orchestre et compositeur allemand († 13 août 1916).
- 23 juin : Maude Valerie White, compositrice britannique († 2 novembre 1937).
- 19 juillet : Emil Paur, chef d'orchestre autrichien († 7 juin 1932).
- 24 août : Constant Pierre, musicologue français († 12 février 1918).
- 17 septembre : Richard Sahla, violoniste, chef d’orchestre et compositeur († 30 avril 1931).
- 19 septembre : Katherina Klafsky, chanteuse d'opéra hongroise († 22 septembre 1896).
- 12 octobre : Arthur Nikisch, chef d'orchestre, violoniste et pédagogue hongrois († 23 janvier 1922).
- 30 octobre : Károly Aggházy, pianiste et compositeur hongrois († 8 octobre 1918).
- 1er novembre : Guido Adler, musicologue autrichien († 15 février 1941).
- 18 novembre : Erminia Borghi-Mamo, Soprano italienne († 29 juillet 1941).
- 11 décembre : Julian Edwards, compositeur anglo-américain († 5 septembre 1910).
- 26 décembre : Arnold Mendelssohn, compositeur allemand († 18 février 1933).

Date indéterminée
- Vittorio Baravalle, compositeur italien († 1942).
- Angelo Mascheroni, chef d'orchestre, compositeur, pianiste et pédagogue italien († 1905).
- Oscar Ferdinand Telgmann, compositeur, chef d'orchestre, pédagogue et violoniste canadien († 30 mars 1946).

## Décès
- 25 janvier : Gaetano Rossi, librettiste italien d'opéras (° 18 mai 1774).
- 3 mars : Hippolyte Bis, auteur dramatique et librettiste français
- 17 mars : Ramon Carnicer, compositeur espagnol (° 24 octobre 1789).
- 20 mars : Simon Lefèvre, facteur français d'instrument à vent spécialisé dans les clarinettes et les flûtes (° 12 octobre 1789).
- 12 avril : Pedro Albéniz, pianiste, organiste, pédagogue et compositeur espagnol (° 14 avril 1795).
- 30 avril : Henry Rowley Bishop, compositeur anglais (° 18 novembre 1786).
- 4 mai : Camille Pleyel, compositeur et directeur de compagnie français (° 18 décembre 1788).
- 13 mai : Teresa Belloc-Giorgi, contralto italienne (° 13 août 1784)
- 5 juin : Rosine Lebrun, soprano (° 29 avril 1783).
- 6 juin : Giovanni Agostino Perotti, compositeur et maître de chapelle italien (° 12 avril 1769).
- août : Leonhard Mälzel, fabricant allemand d'instruments de musique (° 27 mars 1783).
- 15 octobre : Désiré-Alexandre Batton, compositeur français (° 2 janvier 1798).
- 9 novembre : Domenico Cosselli, baryton italien (° 27 mai 1801).
- 6 décembre : Max Keller, compositeur et organiste allemand (° 7 octobre 1770).
- 25 décembre : Gatien Marcailhou, musicien français (° 18 décembre 1807).